# The Rainbow (llibre)
The Rainbow (lit. en català, L'Arc de Sant Martí) és una novel·la de l'escriptor britànic David Herbert Lawrence. Va ser publicada al Regne Unit el 1915.

## Argument
The Rainbow tracta sobre tres generacions de la família Brangwen de Nottinghamshire des de 1840 fins als primers anys del segle xx. En aquest context, Lawrence pinta les passions dels seus personatges mentre explora les diferents pressions que sotmeten les seves vides, usant el simbolisme religiós en què l'arc de Sant Martí del títol és el nexe d'unió. El seu focus es centra principalment en la batalla individual per créixer, el matrimoni i el canvi de les condicions socials, un procés que serà més difícil generació rere generació. La jove Ursula Brangwen, la història de la qual continuarà en Dones enamorades, serà finalment la figura central en què es reflectiran els esquemes socials anglesos i l'impacte de la industrialització i urbanització en la psique humana. The Rainbow va ser molt controvertit en la seva època a causa del seu enfocament en la sexualitat femenina i la llibertat personal, i va ser prohibit a Regne Unit durant diversos anys. Malgrat la polèmica, es va convertir en un clàssic de la literatura moderna i continuà sent una obra important en la carrera de Lawrence.
El llibre és troba de domini públic.